# Anti-Heroine
Albums de Mari Hamada
Tomorrow
(19 oct. 1991) Persona
(11 mars 1996)
Compilations par Mari Hamada
Introducing...
(30 mai 1993)
Singles
1. Cry For The Moon
Sortie : 27 janvier 1993
2. Company
Sortie : 28 juillet 1993

Anti-Heroine est le 12e album original de Mari Hamada, sorti en 1993.

## Présentation
L'album sort le 20 mars 1993 au Japon sur le label MCA Victor de MCA Records, un an et demi après le précédent album original de la chanteuse, Tomorrow. Il atteint la 1re place du classement des ventes de l'Oricon, et reste classé pendant 14 semaines. Il restera son deuxième album le plus vendu, derrière Tomorrow. De même que ses autres albums, il est ré-édité le 15 janvier 2014 au format SHM-CD à l'occasion de ses 30 ans de carrière.
C'est le sixième album de Mari Hamada à être enregistré aux États-Unis, produit cette fois par Marc Tanner (et Jody Gray), avec des musiciens américains dont Michael Landau et Leland Sklar. Il contient douze chansons de genre plutôt pop-rock, dont seulement trois entièrement en anglais (Going Through The Motions, I Have A Story To Tell, et Hold On). Deux d'entre elles étaient déjà parues sur son 15e single, Cry For The Moon (avec la chanson-titre Anti-Heroine en "face B"), sorti deux mois plus tôt le 27 janvier. Deux autres paraitront également sur le single suivant, Company (avec Private Heaven en "face B"), qui sort quatre mois après l'album, le 28 juillet.
Six des chansons de l'album figureront à nouveau sur son premier album international asiatique Introducing... qui ne sort que deux mois plus tard hors du Japon : les trois en anglais, plus Heart To Heart, Cry For The Moon, et So Hurt So Long ; la photo au dos du livret de cet album est d'ailleurs la même que celle au dos du livret d'Anti-Heroine. 
Une autre chanson de l'album, Private Heaven, sera ré-écrite en anglais et renommée In My Private Heaven pour figurer avec les trois titres en anglais sur l'édition européenne de Introducing... ; elle figurera aussi sur son second album international asiatique All My Heart qui sort l'année suivante, et sur lequel figure aussi telle quelle la chanson Company, single d'Anti-Heroine.

## Liste des titres
Toutes les paroles sont écrites par Mari Hamada (les pistes 4, 5 et 8, en anglais, sont coécrites avec Marc Tanner et Jody Gray).
| CD      | CD                        | CD                                         | CD    | CD | CD | CD | CD | CD | CD |
| No      | Titre                     | Musique                                    | Durée |    |    |    |    |    |    |
| ------- | ------------------------- | ------------------------------------------ | ----- | -- | -- | -- | -- | -- | -- |
| 1.      | Heart To Heart            | Hiroyuki Ohtsuki (大槻啓之)                | 5:05  |    |    |    |    |    |    |
| 2.      | Cry For The Moon          | Hiroyuki Ohtsuki                           | 5:27  |    |    |    |    |    |    |
| 3.      | So Hurt So Long           | Hiroyuki Ohtsuki, Marc Tanner              | 5:48  |    |    |    |    |    |    |
| 4.      | Going Through The Motions | Hiroyuki Ohtsuki, Marc Tanner, Jody Gray   | 5:03  |    |    |    |    |    |    |
| 5.      | I Have A Story To Tell    | Paul Mirkovich, Marc Tanner                | 5:11  |    |    |    |    |    |    |
| 6.      | Lost Generation II        | Hiroyuki Ohtsuki, Mari Hamada              | 4:53  |    |    |    |    |    |    |
| 7.      | Private Heaven            | Hiroyuki Ohtsuki, Marc Tanner, Mari Hamada | 5:20  |    |    |    |    |    |    |
| 8.      | Hold On (One More Time)   | Marc Tanner, Jody Gray, Mari Hamada        | 4:27  |    |    |    |    |    |    |
| 9.      | Anti-Heroine              | Hada Ichiro (羽田一郎)                     | 4:50  |    |    |    |    |    |    |
| 10.     | Company                   | Hara Kazuhiro (原一博)                     | 4:50  |    |    |    |    |    |    |
| 11.     | Clouds                    | Hiroyuki Ohtsuki                           | 4:07  |    |    |    |    |    |    |
| 12.     | Border                    | Tetsuro Oda (織田哲郎)                     | 6:08  |    |    |    |    |    |    |
| 1:01:16 |                           |                                            |       |    |    |    |    |    |    |

## Musiciens
- Guitare électrique : Michael Landau
- Guitare acoustique : Brett Garsed, Craig Stull
- Basse : Leland Sklar, John Pierce
- Claviers : Paul Mircovich, Kim Bullard
- Batterie : Steve Klong, Mike Baird
- Percussion : Steve Klong
- Sitar : Tommy Girvin
- Chœur : Donna Delory